# Patrick Magruder
Patrick Magruder (ur. 1768, zm. 24 grudnia 1819) – amerykański polityk, 2. dyrektor Biblioteki Kongresu Stanów Zjednoczonych w Waszyngtonie. 

## Życiorys
W latach 1805–1807 przez jedną kadencję Kongresu Stanów Zjednoczonych był przedstawicielem trzeciego okręgu wyborczego w stanie Maryland w Izbie Reprezentantów Stanów Zjednoczonych.